# Maghadena balachowskyi
Maghadena balachowskyi là một loài bướm đêm trong họ Noctuidae.